# Tour de Ski 2022/2023
Tour de Ski 2022/2023 byl 17. ročník série závodů v běhu na lyžích. Zahrnoval sedm závodů během devíti dnů od 31. prosince 2022 do 8. ledna 2023. Tour de Ski je součástí Světového poháru v běhu na lyžích. V ženské kategorii chyběla obhájkyně vítězství Ruska Natalja Něprjajevová, neboť kvůli válce na Ukrajině Mezinárodní lyžařská unie (FIS) ruské a běloruské závodníky vyloučila, kvůli onemocnění covidem se nezúčastnila ani obhájkyně druhého místa Švédka Ebba Anderssonová. Ve třetí etapě se vedení ujala Švédka Frida Karlssonová a až do předposlední etapy postupně zvyšovala svůj náskok na druhou Norku Tiril Udnes Wengovou, lídryni průběžného pořadí Světového poháru. Po čtvrté etapě musela z Tour odstoupit třetí v průběžném pořadí Anne Kjersti Kalvåová, protože jí byl diagnostikován covid-19. Před startem předposlední etapy musela kvůli žaludečním potížím odstoupit Krista Pärmäkoski, která v té chvíli také figurovala na třetím místě průběžného pořadí. Celkové vítězství Karlssonová uhájila, přestože se v závěru stoupání na Alpe Cermis propadla až na patnáctou příčku a v cíli zkolabovala. Tiril Udnes Wengová v Tour skončila třetí, přesto si v čele Světového poháru udržela téměř třistabodový náskok. V mužské kategorii neměl při absenci Rusů obhájce vítězství Nor Johannes Høsflot Klæbo rovnocenného soupeře, zvítězil v prvních šesti etapách, celkově má na kontě 17 etapových vítězství v Tour, čímž překonal krajanku Therese Johaugovou a Polku Justynu Kowalczykovou, které se 14 etapovými vítězstvími držely absolutní rekord. Vítězstvím v Tour se Klæbo posunul i dočela Světového poháru před dosavadního lídra průběžného Paala Golberga, který v Tour skončil pátý.   

## Program
Val Müstair:
- 31. prosince: Sprint volně
- 1. ledna: 10 km klasicky s hromadným startem

 Oberstdorf:
- 3. ledna: 10 km klasicky s intervalovým startem
- 4. ledna: 20 km volně stíhací závod

 Val di Fiemme:
- 6. ledna: Sprint klasicky
- 7. ledna: 15 km klasicky s hromadným startem
- 8. ledna: 10 km stíhací závod do vrchu volně s handicapovým startem

## Výsledky
| Pořadí | Závodník               | Čas       |
| ------ | ---------------------- | --------- |
| 1      | Johannes Høsflot Klæbo | 2:44:28,9 |
| 2      | Simen Hegstad Krüger   | +59,5     |
| 3      | Hans Christer Holund   | +1:21,3   |
| 4      | Federico Pellegrino    | +1:44,4   |
| 5      | Pål Golberg            | +2:05,3   |
| 6      | Calle Halfvarsson      | +2:09,2   |
| 7      | Sjur Røthe             | +2:09,9   |
| 8      | Friedrich Moch         | +2:26,4   |
| 9      | Didrik Tønseth         | +2:43,0   |
| 10     | Jules Lapierre         | +2:48,5   |
| 11     | Michal Novák           | +3:17,0   |
| --     | --                     | --        |
| 41     | Adam Fellner           | +9:11,9   |

| Pořadí | Závodnice            | Čas       |
| ------ | -------------------- | --------- |
| 1      | Frida Karlssonová    | 3:09:31.4 |
| 2      | Kerttu Niskanenová   | +33,2     |
| 3      | Tiril Udnes Wengová  | +47,6     |
| 4      | Rosie Brennanová     | +1:42,1   |
| 5      | Katharina Hennigová  | +2:13,0   |
| 6      | Heidi Wengová        | +2:27,2   |
| 7      | Astrid Øyre Slindová | +2:52,1   |
| 8      | Lotta Udnes Wengová  | +3:05,8   |
| 9      | Teresa Stadloberová  | +3:16,2   |
| 10     | Delphine Claudelová  | +4:17,0   |
| --     | --                   | --        |
| 17     | Kateřina Razýmová    | +5:56,8   |
| 24     | Kateřina Janatová    | +7:35,1   |

## Etapy
| Pořadí | Závodník               | Čas     |
| ------ | ---------------------- | ------- |
| 1      | Johannes Høsflot Klæbo | 3:00,98 |
| 2      | Federico Pellegrino    | +0,18   |
| 3      | Sindre Bjørnestad Skar | +2,19   |
| 4      | Michal Novák           | +3,39   |
| 5      | Richard Jouve          | +3,41   |
| --     | --                     | --      |
| 66     | Adam Fellner           |         |

| Pořadí | Závodnice           | Čas     |
| ------ | ------------------- | ------- |
| 1      | Nadine Fähndrichová | 3:23,56 |
| 2      | Maja Dahlqvistová   | +0,47   |
| 3      | Lotta Udnes Wengová | +0,62   |
| 4      | Tiril Udnes Wengová | +2,35   |
| 5      | Frida Karlssonová   | +3,39   |
| --     | --                  | --      |
| 7      | Kateřina Janatová   |         |
| 20     | Tereza Beranová     |         |
| 51     | Kateřina Razýmová   |         |

| Pořadí | Závodník               | Čas     |
| ------ | ---------------------- | ------- |
| 1      | Johannes Høsflot Klæbo | 3:00,98 |
| 2      | Federico Pellegrino    | +0,18   |
| 3      | Sindre Bjørnestad Skar | +2,19   |
| 4      | Michal Novák           | +3,39   |
| 5      | Richard Jouve          | +3,41   |
| --     | --                     | --      |
| 66     | Adam Fellner           |         |

| Pořadí | Závodnice           | Čas     |
| ------ | ------------------- | ------- |
| 1      | Nadine Fähndrichová | 3:23,56 |
| 2      | Maja Dahlqvistová   | +0,47   |
| 3      | Lotta Udnes Wengová | +0,62   |
| 4      | Tiril Udnes Wengová | +2,35   |
| 5      | Frida Karlssonová   | +3,39   |
| --     | --                  | --      |
| 7      | Kateřina Janatová   |         |
| 20     | Tereza Beranová     |         |
| 51     | Kateřina Razýmová   |         |

| Pořadí | Závodník               | Čas     |
| ------ | ---------------------- | ------- |
| 1      | Johannes Høsflot Klæbo | 25:55,0 |
| 2      | Pål Golberg            | +10,2   |
| 3      | Federico Pellegrino    | +10,2   |
| 4      | Simen Hegstad Krüger   | +28,0   |
| 5      | Sindre Bjørnestad Skar | +29,6   |
| --     | --                     | --      |
| 8      | Michal Novák           | +34,1   |
| 48     | Adam Fellner           | +2:07,5 |

| Pořadí | Závodnice             | Čas     |
| ------ | --------------------- | ------- |
| 1      | Tiril Udnes Wengová   | 28:51,3 |
| 2      | Kerttu Niskanenová    | +0,4    |
| 3      | Frida Karlssonová     | +0,6    |
| 4      | Anne Kjersti Kalvåová | +1,9    |
| 5      | Lotta Udnes Wengová   | +21,8   |
| --     | --                    | --      |
| 13     | Kateřina Janatová     | +1:16,2 |
| 27     | Kateřina Razýmová     | +2:02,1 |
| 54     | Tereza Beranová       | +3:19,8 |

| Pořadí | Závodník               | Čas     |
| ------ | ---------------------- | ------- |
| 1      | Johannes Høsflot Klæbo | 25:55,0 |
| 2      | Pål Golberg            | +10,2   |
| 3      | Federico Pellegrino    | +10,2   |
| 4      | Simen Hegstad Krüger   | +28,0   |
| 5      | Sindre Bjørnestad Skar | +29,6   |
| --     | --                     | --      |
| 8      | Michal Novák           | +34,1   |
| 48     | Adam Fellner           | +2:07,5 |

| Pořadí | Závodnice             | Čas     |
| ------ | --------------------- | ------- |
| 1      | Tiril Udnes Wengová   | 28:51,3 |
| 2      | Kerttu Niskanenová    | +0,4    |
| 3      | Frida Karlssonová     | +0,6    |
| 4      | Anne Kjersti Kalvåová | +1,9    |
| 5      | Lotta Udnes Wengová   | +21,8   |
| --     | --                    | --      |
| 13     | Kateřina Janatová     | +1:16,2 |
| 27     | Kateřina Razýmová     | +2:02,1 |
| 54     | Tereza Beranová       | +3:19,8 |

| Pořadí | Závodník               | Čas     |
| ------ | ---------------------- | ------- |
| 1      | Johannes Høsflot Klæbo | 25:38,5 |
| 2      | Simen Hegstad Krüger   | +12,4   |
| 3      | Didrik Tønseth         | +22,4   |
| 4      | Calle Halfvarsson      | +24,9   |
| 5      | Pål Golberg            | +26,9   |
| --     | --                     | --      |
| 37     | Adam Fellner           | +1:19,4 |
| 44     | Michal Novák           | +1:39,0 |

| Pořadí | Závodnice             | Čas     |
| ------ | --------------------- | ------- |
| 1      | Frida Karlssonová     | 24:53,3 |
| 2      | Krista Pärmäkoski     | +16,6   |
| 3      | Anne Kjersti Kalvåová | +18,1   |
| 4      | Tiril Udnes Wengová   | +20,0   |
| 5      | Kerttu Niskanenová    | +40,7   |
| --     | --                    | --      |
| 17     | Kateřina Razýmová     | +1:28,4 |
| 48     | Kateřina Janatová     | +2:38,4 |
| 58     | Tereza Beranová       | +4:06,6 |

| Pořadí | Závodník               | Čas     |
| ------ | ---------------------- | ------- |
| 1      | Johannes Høsflot Klæbo | 25:38,5 |
| 2      | Simen Hegstad Krüger   | +12,4   |
| 3      | Didrik Tønseth         | +22,4   |
| 4      | Calle Halfvarsson      | +24,9   |
| 5      | Pål Golberg            | +26,9   |
| --     | --                     | --      |
| 37     | Adam Fellner           | +1:19,4 |
| 44     | Michal Novák           | +1:39,0 |

| Pořadí | Závodnice             | Čas     |
| ------ | --------------------- | ------- |
| 1      | Frida Karlssonová     | 24:53,3 |
| 2      | Krista Pärmäkoski     | +16,6   |
| 3      | Anne Kjersti Kalvåová | +18,1   |
| 4      | Tiril Udnes Wengová   | +20,0   |
| 5      | Kerttu Niskanenová    | +40,7   |
| --     | --                    | --      |
| 17     | Kateřina Razýmová     | +1:28,4 |
| 48     | Kateřina Janatová     | +2:38,4 |
| 58     | Tereza Beranová       | +4:06,6 |

| Pořadí | Závodník               | Čas     |
| ------ | ---------------------- | ------- |
| 1      | Johannes Høsflot Klæbo | 41:35,8 |
| 2      | Sindre Bjørnestad Skar | +1,8    |
| 3      | Federico Pellegrino    | +2,1    |
| 4      | Calle Halfvarsson      | +2,9    |
| 5      | Sjur Røthe             | +3,4    |
| --     | --                     | --      |
| 29     | Michal Novák           | +1:04,6 |
| 48     | Adam Fellner           | +1:58,1 |

| Pořadí | Závodnice             | Čas     |
| ------ | --------------------- | ------- |
| 1      | Frida Karlssonová     | 48:02,6 |
| 2      | Krista Pärmäkoski     | +14,1   |
| 3      | Tiril Udnes Wengová   | +1:28,0 |
| 4      | Anne Kjersti Kalvåová | +1:29,3 |
| 5      | Patrīcija Eiduka      | +1:46,1 |
| --     | --                    | --      |
| 23     | Kateřina Razýmová     | +2:51,4 |
| 37     | Kateřina Janatová     | +4:41,5 |
| 51     | Tereza Beranová       | +9:59,0 |

| Pořadí | Závodník               | Čas     |
| ------ | ---------------------- | ------- |
| 1      | Johannes Høsflot Klæbo | 41:35,8 |
| 2      | Sindre Bjørnestad Skar | +1,8    |
| 3      | Federico Pellegrino    | +2,1    |
| 4      | Calle Halfvarsson      | +2,9    |
| 5      | Sjur Røthe             | +3,4    |
| --     | --                     | --      |
| 29     | Michal Novák           | +1:04,6 |
| 48     | Adam Fellner           | +1:58,1 |

| Pořadí | Závodnice             | Čas     |
| ------ | --------------------- | ------- |
| 1      | Frida Karlssonová     | 48:02,6 |
| 2      | Krista Pärmäkoski     | +14,1   |
| 3      | Tiril Udnes Wengová   | +1:28,0 |
| 4      | Anne Kjersti Kalvåová | +1:29,3 |
| 5      | Patrīcija Eiduka      | +1:46,1 |
| --     | --                    | --      |
| 23     | Kateřina Razýmová     | +2:51,4 |
| 37     | Kateřina Janatová     | +4:41,5 |
| 51     | Tereza Beranová       | +9:59,0 |

| Pořadí | Závodník               | Čas     |
| ------ | ---------------------- | ------- |
| 1      | Johannes Høsflot Klæbo | 2:43,85 |
| 2      | Calle Halfvarsson      | +0,26   |
| 3      | Simone Mocellini       | +0,94   |
| 4      | Lucas Chanavat         | +1,23   |
| 5      | Johan Häggström        | +1,41   |
| --     | --                     | --      |
| 11     | Michal Novák           |         |
| 49     | Adam Fellner           |         |

| Pořadí | Závodnice            | Čas     |
| ------ | -------------------- | ------- |
| 1      | Lotta Udnes Wengová  | 3:06,04 |
| 2      | Tiril Udnes Wengová  | +0,35   |
| 2      | Mathilde Myhrvoldová | +0,67   |
| 3      | Katharina Hennigová  | +0,83   |
| 5      | Krista Pärmäkoski    | +1,29   |
| 6      | Tereza Beranová      | +2,55   |
| --     | --                   | --      |
| 24     | Kateřina Janatová    |         |
| 39     | Kateřina Razýmová    |         |

| Pořadí | Závodník               | Čas     |
| ------ | ---------------------- | ------- |
| 1      | Johannes Høsflot Klæbo | 2:43,85 |
| 2      | Calle Halfvarsson      | +0,26   |
| 3      | Simone Mocellini       | +0,94   |
| 4      | Lucas Chanavat         | +1,23   |
| 5      | Johan Häggström        | +1,41   |
| --     | --                     | --      |
| 11     | Michal Novák           |         |
| 49     | Adam Fellner           |         |

| Pořadí | Závodnice            | Čas     |
| ------ | -------------------- | ------- |
| 1      | Lotta Udnes Wengová  | 3:06,04 |
| 2      | Tiril Udnes Wengová  | +0,35   |
| 2      | Mathilde Myhrvoldová | +0,67   |
| 3      | Katharina Hennigová  | +0,83   |
| 5      | Krista Pärmäkoski    | +1,29   |
| 6      | Tereza Beranová      | +2,55   |
| --     | --                   | --      |
| 24     | Kateřina Janatová    |         |
| 39     | Kateřina Razýmová    |         |

| Pořadí | Závodník               | Čas     |
| ------ | ---------------------- | ------- |
| 1      | Johannes Høsflot Klæbo | 39:59,2 |
| 2      | Pål Golberg            | +0,4    |
| 3      | Francesco De Fabiani   | +1,2    |
| 4      | Antoine Cyr            | +1,3    |
| 5      | Calle Halfvarsson      | +1,6    |
| --     | --                     | --      |
| 16     | Michal Novák           | +14,0   |
| 33     | Adam Fellner           | +1:07,1 |

| Pořadí | Závodnice           | Čas     |
| ------ | ------------------- | ------- |
| 1      | Katharina Hennigová | 44:26,7 |
| 2      | Frida Karlssonová   | +0,7    |
| 2      | Kerttu Niskanenová  | +0,8    |
| 3      | Rosie Brennanová    | +1,0    |
| 5      | Teresa Stadloberová | +10,9   |
| --     | --                  | --      |
| 13     | Kateřina Razýmová   | +52,9   |
| 21     | Kateřina Janatová   | +1:01,2 |

| Pořadí | Závodník               | Čas     |
| ------ | ---------------------- | ------- |
| 1      | Johannes Høsflot Klæbo | 39:59,2 |
| 2      | Pål Golberg            | +0,4    |
| 3      | Francesco De Fabiani   | +1,2    |
| 4      | Antoine Cyr            | +1,3    |
| 5      | Calle Halfvarsson      | +1,6    |
| --     | --                     | --      |
| 16     | Michal Novák           | +14,0   |
| 33     | Adam Fellner           | +1:07,1 |

| Pořadí | Závodnice           | Čas     |
| ------ | ------------------- | ------- |
| 1      | Katharina Hennigová | 44:26,7 |
| 2      | Frida Karlssonová   | +0,7    |
| 2      | Kerttu Niskanenová  | +0,8    |
| 3      | Rosie Brennanová    | +1,0    |
| 5      | Teresa Stadloberová | +10,9   |
| --     | --                  | --      |
| 13     | Kateřina Razýmová   | +52,9   |
| 21     | Kateřina Janatová   | +1:01,2 |

### 7. etapa
8. ledna 2023, Val di Fiemme
| Pořadí | Závodník             | Čas     |
| ------ | -------------------- | ------- |
| 1      | Simen Hegstad Krüger | 31:20,4 |
| 2      | Hans Christer Holund | +4,8    |
| 3      | Jules Lapierre       | +25,0   |
| 4      | Sjur Røthe           | +27,4   |
| 5      | Friedrich Moch       | +38,9   |
| --     | --                   | --      |
| 15     | Michal Novák         | +1:19,5 |
| 45     | Adam Fellner         | +3:15,4 |

| Pořadí | Závodnice           | Čas     |
| ------ | ------------------- | ------- |
| 1      | Delphine Claudelová | 36:35,4 |
| 2      | Heidi Wengová       | +20,2   |
| 2      | Sophia Laukliová    | +35,7   |
| 4      | Kerttu Niskanenová  | +36,2   |
| 5      | Jessica Digginsová  | +53,5   |
| --     | --                  | --      |
| 11     | Kateřina Razýmová   | +1:16,8 |
| 20     | Kateřina Janatová   | +1:54,1 |